# Rheum compactum
Rheum compactum är en slideväxtart som beskrevs av Carl von Linné. Rheum compactum ingår i släktet rabarbersläktet, och familjen slideväxter. Utöver nominatformen finns också underarten R. c. orientale.